# Katona Géza
Katona Géza (Budapest, 1925. szeptember 30. – Budapest, 2016. április 1.) rendőr dandártábornok, jogász címzetes egyetemi tanár, az MTA doktora (bűnügyi tudományok).

## Szakmai pályafutása
A Sárospataki Református Gimnáziumban érettségizett. Érettségi után Budapesten a Közgazdaság-tudományi Egyetemen kezdett tanulmányokat, illetve keresztféléves képzés keretében 1949-ben szerzett szerzett jogi diplomát. 1955-től három éves, esti tagozatos vegyipari technikumot is végzett.
1945-ben szerelt fel a Rendőrségre,  1945 májusában segédfogalmazóként került a sárospataki Rendőrkapitányság állományába. Ez év szeptemberében rendőr alhadnaggyá nevezték ki és megbízták a bűnügyi osztály vezetésével.
Pályája elejétől részt vett a rendészeti oktatásban. 1948 májusában áthelyezték a debreceni alapfokú tanosztályra, ahol büntetőjogot oktatott. Még abban a tanévben Budapestre, az induló Rendőrakadémiára, majd megszűnését követően a Rendőrtisztképző iskolára helyezték. 1952-ig tanított a Rendőrtiszti Iskolán, majd egy évet a Bűnügyi Nyomozó Tiszti Iskolán foglalkozott szakoktatással. 1952 elején helyezték át az Andrássy úton működő Nyomozótiszti Iskolára tanulmányi osztályvezetőnek. 1949-50-ben a Bűnügyi Laboratórium munkatársainak közreműködésével elkészítette a Daktiloszkópia és a Személyazonosítás című tankönyveket (ezekben nincs szerző vagy szerkesztő feltüntetve!).  
1953-ban a Belügyminisztérium állományába került és az induló Rendőrségi Szemle (a jelenlegi Belügyi Szemle jogelődje) szerkesztőségének munkatársa lett. Ebben az időben kezdődtek a nemzetközi kapcsolatok kiépítését célzó törekvések, aminek első eredményeként 1956 októberében vett részt először magyar delegáció (Katona Géza és Déri Pál) a Német Szövetségi Köztársaságban egy nemzetközi konferencián.
1957-ben az Országos Bűnügyi Múzeum megszervezésébe fogott többedmagával. Itt eredeti tárgyakkal, fényképanyagokkal, iratok felnagyított kivonataival mutatták be a korszak jelentősebb bűnügyeit.
1957-től a Szemle felelős szerkesztője lett. A folyóirat átszervezést követően az ORFK Bűnügyi Technikai Osztályának (a jelenlegi Bűnügyi Szakértői és Kutatóintézet jogelődje) szervezetébe került.
1961-től a Bűnügyi Technikai Osztály vezetését átvevő Dr. Kertész Imre helyettese és a Kriminalisztikai Szakértői Alosztály majd osztály vezetője lett. Ugyanebben az évben „A nyomok vizsgálata a büntetőeljárásban” című munkájával kandidátusi fokozatot szerzett. Ez a kötet a magyar nyelvű kriminalisztikai azonosítás-elmélet alapművének tekinthető a mai napig.
Ez az időszak volt a magyarországi bűnügyi technikai szolgálat és szakértői tevékenység megalapozásának és fejlesztésének időszaka. A nemzetközi kapcsolatok széles körűvé váltak, a 4 évenkénti nemzetközi kriminalisztikai szimpoziumokon rendszeresen tartott előadásokat.
1973-ban „A bűnperbeli bizonyítási eszközök fejlődése a XVIII-XIX. században. A kriminalisztika magyarországi előzményei” című művével a tudományok doktora fokozatot szerezte meg.
1974-től az Országos Rendőr-főkapitányság Vizsgálati Osztályának vezetője és csoportfőnök-helyettes lett. Ebben az időszakban nevezték ki az Eötvös Loránd Tudományegyetem büntető eljárásjogi tanszékén címzetes egyetemi tanárnak. Az egyetemen vezetett speciális kollégiumokat, államvizsga bizottsági elnökként is működött. Rendszeres óraadó volt a Rendőrtiszti Főiskolán.
1982-ben, 37 év szolgálat után nyugállományba vonult. Oktatói és tudományos munkásságát ezután is folytatta, haláláig dolgozott, rendszeresen publikált, részt vett az MTA Minősítő Bizottságának munkájában. Szaktanácsadóként esetenként továbbra is részt vett a napi bűnügyi munkában. Az 1990-es években az országos rendőr-főkapitány tanácsadója volt. 1993-ban megbízták a Rendészeti Kutató Intézet bűnügyi tárgyú kutatásainak szervezésével, célterületként a szervezett bűnözés magyarországi tevékenységének értékelését határozták meg. 
2012-ben született laudációjából idézve: "Katona professzor kutatási területei között a kriminalisztika mellett jól megfért a kriminológia elmélyült művelése és a büntető anyagi és eljárásjogi dogmatikában való imponáló jártasság. (...) Katona professzor hosszú évtizedeken keresztül szinte egyedül támaszkodott a magyar közjog százados hagyományaira, akkor is, amikor ez egyenesen gyanús gondolkodásnak minősült. A rendészet – rendvédelem vitában azért tudott vezető szerepet vállalni és újat alkotni, mert nála jobban senki nem ismerte azokat a hazai és nemzetközi forrásokat, amelyek a demokratikus jogállami rendészet alapjait teremtették meg." 

## Szervezeti tagságai, kitüntetései
1981-ben részt vett a Magyar Kriminológiai Társaság megalakításában, amelynek ezután több évtizeden keresztül vezetőségi tagja volt.
A Magyar Tudományos Akadémia Rendészettudományi Bizottságának tagja. A Magyar Rendészettudományi Társaság és a Belügyi Tudományos Tanács tiszteletbeli elnöke. A Magyar Rendészet folyóirat szerkesztőbizottságának tiszteletbeli elnöke.
Rangos díjai és kitüntetései közül néhány: Dr. Kertész Imre díj (2005, MRTT), Magyar Kriminológiai Társaság Vámbéry díja (2011), a Belügyi Tudományos Tanács Szabó András-díja (2012), Közszolgálati érdemjel arany fokozata (2015), Egyetemi Emlékérem (Nemzeti Közszolgálati Egyetem, 2015)

## Magánélete
Felesége Katona Gézáné ny. r. ezredes. Dunakeszin lakott.